# Elkalyce albrighti
Elkalyce albrighti är en fjärilsart som beskrevs av Clench 1944. Elkalyce albrighti ingår i släktet Elkalyce och familjen juvelvingar. Inga underarter finns listade i Catalogue of Life.